# Рябушкина, Мария Юрьевна
Мария Рябушкина (также известная как Мелена Мария Рия) — российская  модель, бьюти-блогер и порноактриса.

## Биография
Мария родилась 28 августа 1990 года в Ленинграде.

### Карьера
Она работает  моделью и актрисой. Мария владеет интернет-магазином MariaRya.com. Она также была представлена на обложках Maxim Mexico и Maxim Czech Republic, Playboy Africa ,FHM India.
Мария работала в Playboy Plus в 2018 году, а под своим настоящим именем Мария Рябушкина в новом выпуске в мае 2019 года в рубрике под названием «Все взгляды на меня».
Мария живёт в Санкт-Петербурге и Праге.
Рябушкина выступила на показе мод Наза Маера Ready to Wear (весна-лето 2024) на неделе моды в Париже 2023.
Мария также была представлена в:
- Maxim Magazine (обложка чешского издания) и специальном выпуске Hockey[9]
- Union (Франция, июль 2015)
- Penthouse (девушка месяца в августе-сентябре 2015)[10][11]
- Maxim Mexico (апрель 2021 г)[5]
- Playboy Africa (октябрь 2021)[12]
- FHM INDIA (октябрь 2021)[13]
- Harper’s Bazaar (France)[14]
- Fashionmagazine (Italy)[15]
- In FashionNetwork
- Madame.lefigaro[8]
- Amica (italy)[16]

По данным портала IAFD на август 2024 года на счету Рябушкиной свыше 120 ролей в порнофильмах.